# Le Lambeau
Le Lambeau est un récit autobiographique de Philippe Lançon paru le 12 avril 2018 aux éditions Gallimard ayant reçu la même année le prix Femina ainsi qu'un prix « spécial » Renaudot.

## Historique du livre

### Écriture
Après une longue période de convalescence puis de reconstruction physique, après l'utilisation de la technique chirurgicale maxillo-faciale de reconstruction par lambeau et psychique qui dure plus de deux ans, Philippe Lançon décide de se consacrer pleinement à l'écriture de son témoignage entre le mois de juin 2017 et janvier 2018.

### Prix littéraires et ventes
Le 5 novembre 2018, le récit est distingué par le prix Femina par neuf voix contre une à Frère d'âme de David Diop puis deux jours plus tard par un prix « spécial » Renaudot. Philippe Lançon, qui reçoit son prix au Cercle de l'Union interalliée à l'hôtel Perrinet de Jars, fait à cette occasion sa première apparition en public depuis l'attentat. Le livre reçoit également le prix des prix littéraires à la fin de l'année 2018, sera élu meilleur livre de l’année du magazine Lire et lauréat des prix suivants : prix Roger-Caillois, prix des Prix, prix du Roman News, prix Humanisme du Salon maçonnique du Livre de Paris, prix Jean-Bernard de l’Académie de médecine.
Avant l'obtention du prix Femina, le récit s'était déjà vendu à 150 000 exemplaires ; les prix d'automne relancent alors les ventes. Fin janvier 2019, le palmarès annuel L'Express-RTL-Tite Live – dévoilé en présence des lauréats (sauf Philippe Lançon) conviés pour un déjeuner à l'hôtel Lutetia à Paris – place le roman à la quatrième position des ouvrages francophones (parus dans l'année en grand format) les plus vendus en 2018,,. Fin février 2019, le livre atteint les 320 000 exemplaires vendus.

## Résumé
Philippe Lançon, journaliste à Libération et chroniqueur à Charlie Hebdo, est présent lors de la conférence de rédaction du journal satirique le 7 janvier 2015. Victime de l'attaque terroriste, gravement blessé au visage et aux bras, il est l'un des rares survivants. Le Lambeau retrace les moments tragiques de cette funeste matinée puis les mois d'hospitalisation dans le service de chirurgie maxillo-faciale de l'hôpital de la Pitié-Salpêtrière – notamment l'importance de sa relation à sa chirurgienne, Chloé Bertolus – et aux Invalides afin de récupérer une mâchoire fonctionnelle pour parler et manger ainsi que les lourdes conséquences psychologiques dues au traumatisme.

## Réception critique
Le magazine Lire a « unanimement désigné » Le Lambeau comme son meilleur livre de 2018, bien qu'ayant cessé de réaliser des classements depuis cette année-là, son directeur, Baptiste Liger, considérant qu'« au-delà du récit de reconstruction, c’est surtout l’ambition et la force littéraires de ce projet qui auront marqué tous ceux qui l’ont lu ». À l'international, Le Lambeau est retenu dans la liste des douze romans étrangers de l'année 2018 pour le quotidien québécois Le Devoir.
Ce roman fait partie des "25 chefs-d’œuvre de la littérature mondiale qui vont marquer le XXIème siècle" d'après l'hebdomadaire Télérama.

## Éditions
- Éditions Gallimard, coll. « Blanche »  (ISBN 978-2-07-268907-9)[15]
- Éditions Gallimard, coll. « Folio »,  (ISBN 9782072873706), 2020